# Liste der Wüstungen in Wien
Die Liste der Wüstungen in Wien enthält Siedlungen auf dem heutigen Wiener Gemeindegebiet, die nicht mehr existieren (Wüstungen). Dafür gibt es verschiedene Gründe: Ortschaften im Randbereich der Innenstadt fielen oft der Ersten Wiener Türkenbelagerung oder den anschließend erbauten Verteidigungsanlagen zum Opfer. Siedlungen am linken Donauufer gingen bei Hochwasser zugrunde und Ortschaften im Wienerwald wurden während eines allgemeinen Siedlungsrückganges verlassen. Die Lage ist oft nicht eindeutig feststellbar, die Angaben sind daher ohne Gewähr.

## 1. Bezirk
- Gereut: Dies ist eine Bezeichnung, die im 14. Jahrhundert für die Gegend um den Heumarkt beim Stubentor verwendet wurde. Das Stubentor selbst kam auch oft im Zusammenhang mit diesem Namen vor.  Es war aber auch der alte Name von Mauer.
- Scheffstraße: Dieser Ort lag zwischen Stubentor und Donaukanal am stadtseitigen Ufer der Wien. Er wurde hauptsächlich von Gärtnern bewohnt. Sein Niedergang begann unter Matthias Corvinus und infolge der  Ersten Wiener Türkenbelagerung ging er endgültig zugrunde. Anschließend wurde hier das Glacis angelegt.
- Unter den Fischern: Diese Siedlung wurde 1364 erstmals erwähnt und lag im Bereich des heutigen Schottenrings. Sie fiel der Ersten Wiener Türkenbelagerung und wie Scheffstraße der anschließenden Anlage des Glacis zum Opfer.

## 2. Bezirk
- Neidegg: Dieser Ort wurde 1300 als auf dem Unteren Werd, einer Insel in den ehemaligen Donauarmen, genannt.
- Zwischenbrücken: Dabei handelte es sich um zwei Siedlungen, die im 18. Jahrhundert entstanden und durch die Wiener Donauregulierung verschwanden. Der Name wurde allerdings für Teile des 2. und 20. Bezirkes weiterverwendet.

## 3. Bezirk
- Froschau: Dieser Ort wurde 1369 erstmals erwähnt und 1469 noch als Siedlung bezeichnet. Er lag an der Weißgerberlände.
- Hirschpeunt: Dieser ungefähr der heutigen Beatrixgasse folgende Ort wurde 1355 und 1395 urkundlich erwähnt und war später nur noch als Flurname in Gebrauch
- Jeuls oder Jeus: Der Name kommt offenbar aus dem Ungarischen; die Siedlung hat daher wahrscheinlich schon im 10. Jahrhundert existiert, die älteste bekannte urkundliche Erwähnung war 1315. Der Ort lag zwischen Karlsplatz und Rennweg. Als Flurname ist Jeuß auch noch auf Plänen des 18. Jahrhunderts zu finden.
- Krotental: Dieser 1404 genannte Ort lag ähnlich wie Hirschpeunt vor dem Stubentor.
- Nottendorf: (bedeutet Dorf der Genossen). Albrecht III. berief flämische Wollfärber und Gärtner ins Land, die dieses 1389 erstmals erwähnte Dorf gründeten. Es hatte eine eigene Dorfverfassung, fiel aber der Ersten Wiener Türkenbelagerung zum Opfer, nach der es nicht mehr aufgebaut wurde. Die Nottendorfer Gasse in Erdberg erinnert daran.
- Weirochberg: Dieser Ort wurde zwar schon im 12. Jahrhundert erstmals genannt, seine genaue Lage ist aber nicht bekannt. Es gab Vermutungen, dass er sich am Ende des Wientals, an der Beatrixgasse oder überhaupt in Simmering befunden hatte. Der Name war aber auch noch als Flurname in Gebrauch und bezieht sich als solcher auf eine Lage an der Landstraßer Hauptstraße.

## 9. Bezirk
- Siechenals: Diese Siedlung entstand an der Als neben einem Lazarett. Die Siedlung wurde während der 1. Wiener Türkenbelagerung zerstört und nicht wieder aufgebaut. Erst im 17. Jahrhundert entstand hier die Vorstadt Thurygrund.
- Unter den Lederern: Dies war eine 1357 genannte Ortschaft an der Rossauer Lände.
- Unter den Segnern: Diese Siedlung lag ebenfalls in der Nähe der Rossauer Lände, auf der Donauinsel Oberer Werd. Sie wurde 1386 erstmals erwähnt.

## 10. Bezirk
- Bernhardsthal: Dieser Ort in der Nähe von Inzersdorf wurde erstmals im 14. Jahrhundert erwähnt und bei der Zweiten Wiener Türkenbelagerung 1683 zerstört. Seit 1898 erinnert die Bernhardtstalgasse an den Ort.[1]

## 11. Bezirk
- Mirmitz: Mirmitz in der Nähe von Kaiserebersdorf wurde im 15. Jahrhundert erwähnt. Später befand sich dort die so genannte Jesuitenmühle.
- Seebarn: Dieser Ort zwischen Simmering und Kaiserebersdorf wurde 1369 erstmals genannt.

## 13. Bezirk
- Katternberg: Diese Siedlung wurde 1168 oder 1186 zum ersten Mal erwähnt. Sie lag am Ende der Schönbrunner Straße und reichte bis in den Schlosspark von Schönbrunn hinein. Nach dem Ort wurde die im 15. Jahrhundert errichtete Katternburg, der Vorgängerbau von Schloss Schönbrunn, benannt, die 1683 zerstört wurde.

## 15. Bezirk
- Meinhartsdorf: Dieses Dorf lag zwischen Gumpendorf und Sechshaus am linken Ufer der Wien. Es wurde 1140 als Maginhardisdorf erstmals erwähnt und ging 1485 zugrunde. Ein Gutshof, der zuerst dem Stift Klosterneuburg und später der Abtei Heiligenkreuz gehörte, bestand aber weiter.

## 17. Bezirk
- Ruprechts: Dieser Ort lag etwas außerhalb von Neuwaldegg im Quellgebiet der Als, dort wo die heutige Wiener Höhenstraße beginnt. Als Gut wurde er erstmals 1143 genannt.

## 19. Bezirk
- Altenurfahr: Diese bei Nußdorf gelegene Siedlung wurde 1276 erstmals urkundlich erwähnt. Vermutlich handelte es sich dabei um ein einzeiliges Gassendorf an der heutigen Hackhofergasse. Die Siedlung erhielt ihren Namen nach einer hier gelegenen Überfuhr über die Donau zum am anderen Ufer gelegenen Jedlesee. Es war von allen Überfuhren im Gebiet Wiens die einträglichste. Verschiedene einflussreiche Bürgerfamilien wurden damit als Lehen belehnt.
- Arnsberg: Dies war eine 1233 genannte Siedlung bei Sievering. Später erinnerte noch der Flurname Harnsberg daran.
- Chlaitzing oder Klaitzing: Diese Siedlung im Krottenbachtal östlich von Neustift am Walde wurde 1298 erstmals erwähnt. Neustift dürfte auch die Nachfolgesiedlung sein. Schon Ende des 14. Jahrhunderts wurde es aber nur mehr als Weingartenried bezeichnet. Der Flurname Glanzing hat bis heute überlebt und wird auch für dieses Gebiet verwendet.
- Hart: Dieser Name wurde ab Mitte des 12. Jahrhunderts für ein Gebiet im späteren Oberdöbling verwendet.
- Hornsberg: Hornsberg bei Sievering wurde 1355 erstmals genannt; ob es sich dabei wirklich um eine Siedlung handelte, ist nicht bekannt.
- Kogelbrunn oder Chogelbrunn: Die Existenz dieser Siedlung an einem Abhang des Hermannskogels ist umstritten. Möglicherweise handelte es sich nur um einen Flurnamen, während es sich bei der in einigen Dokumenten erwähnten Ortschaft tatsächlich um das heutige Kollnbrunn, einer Katastralgemeinde von Bad Pirawarth handelt.
- Mitterhofen: Dieser 1377 erwähnte Ort lag offenbar zwischen Ober- und Untersievering. Im Gegensatz zu diesen beiden Orten war es aber nur dünn besiedelt.
- Rohrigenwiesen oder Rohrerwiesen: Der Ort wurde 1108 erstmals urkundlich erwähnt, ist aber schwer zu lokalisieren. Er lag wahrscheinlich im Krottenbachtal beim heutigen Hugo-Wolf-Park.

## 21. Bezirk
- Etzleinsdorf: Diese Siedlung zwischen Jedlesee und Langenzersdorf wurde 1305 urkundlich erwähnt. Es wird aber erst im 18. Jahrhundert sicher als verödet bezeichnet.
- Krotendorf: Dieser Ort südlich von Strebersdorf wurde 1186 genannt.
- Stroblersdorf: Die Vorgängersiedlung von Strebersdorf lag westlich des heutigen Ortes und wurde 1440 von einem Hochwasser zerstört.

## 22. Bezirk
- Breitenlee: Der Ort wurde 1529 zerstört und war 165 Jahre lang verödet, bevor er wieder aufgebaut wurde.
- Hoven oder Hofen:  Die Siedlung beim Lettenhaufen in Kagran wurde zuerst 1250 erwähnt und vermutlich durch ein Hochwasser vernichtet.
- Neusiedl-Paben: Dies war eine Siedlung in der Nähe von Essling, die 1260 erstmals genannt wurde und zu Anfang des 16. Jahrhunderts verödete.
- Ringelsee: Die Ortschaft wurde um 1180 erstmals urkundlich erwähnt. Zwei Schriftstücke über die Hochzeit von Constantia von Österreich mit Markgraf Heinrich III. von Meißen weisen darauf hin, dass sie bei Stadlau lag. Früher nahm man an, dass die Lage in der Nähe von Floridsdorf war, daher befindet sich auch die Ringelseegasse dort.
- Stallarn oder Stallern: Diese erstmals um 1136 genannte Siedlung gehörte zu den größten Wüstungen der Gegend. Im 13. beziehungsweise 14. Jahrhundert sind 45 Häuser bezeugt. Sie lag nordöstlich von Süßenbrunn, wo noch der Flurname Feld gegen das öde Dorf Stallern daran erinnert, ebenso wie die Katastralgemeinde Stallingerfeld von Deutsch Wagram. Heute befindet sich dort ein Golfplatz. Der Ort ist nicht mit dem gleichnamigen Dorf bei Langenzersdorf zu verwechseln, der 1440 einem Hochwasser zum Opfer fiel.
- Teimdorf oder Deindorf: Der Ort wurde um 1250 erstmals erwähnt und lag zwischen Essling und Groß-Enzersdorf. Er begann schon ab 1437 zu veröden und war im 16. Jahrhundert vollkommen verschwunden. Der Grund waren wohl Überschwemmungen sowie Kriegsereignisse. Heute erinnert die Deindorfstraße an den Ort.
- Wulzendorf: Der Ort wurde 1150 erstmals schriftlich erwähnt und lag in der Nähe von Aspern. Heute wird der Name für ein neues Wohngebiet im Bereich der südwestlich von Aspern gelegenen Wulzendorfstraße verwendet.

## 23. Bezirk
- Arnstetten oder Arenstetten: Dies war eine Siedlung zwischen Rodaun und Perchtoldsdorf, die 1323 erstmals genannt wurde. Sie gehörte um das 13. Jahrhundert (mit Rodaun und Kalksburg) zur Pfarre Gaaden. Arenstetten befand sich auf dem Gemeindegebiet von Perchtoldsdorf, bei der Kreuzung der heutigen Arenstettengasse und der Hochstraße im Bereich der Häuser Hochstraße 87 bis 135. Im 15. Jahrhundert wuchs das Dorf mit der Bebauung der Hochstraße zusammen,[2]  durch die Verwüstungen im Rahmen der 2. Türkenbelagerung verlor es endgültig seine Eigenständigkeit. Eine leichte Erweiterung im Verlauf der Hochstraße wird als ehemaliger Anger von Arenstetten interpretiert.
- Schweizerhof: Dieser Ort bei Inzersdorf war ziemlich kurzlebig. Die erste bekannte Nennung datiert von 1509, in der zweiten Hälfte des 16. Jahrhunderts war er bereits verschwunden.
- Willendorf:  Die Siedlung wurde 1133 erstmals erwähnt und lag westlich von Inzersdorf an der heutigen Gutheil-Schoder-Gasse. Das Zentrum des Ortes bildete ein Gutshof, der Steinhof (1346 erstmals genannt), nach einem Brand ab 1810 unter dem Namen Neusteinhof (um 1960 abgetragen). Die dortige Grundherrschaft Neusteinhof bestand bis 1849. Heute erinnert die Willendorfer Gasse an die Siedlung.